# Kościół Matki Bożej Częstochowskiej w Brzesku-Słotwinie
Kościół Matki Bożej Częstochowskiej w Brzesku-Słotwinie – rzymskokatolicki kościół parafialny, należący do parafii pod tym samym wezwaniem (dekanat Brzesko diecezji tarnowskiej).

## Historia kościoła
W miejscu obecnego kościoła pierwotnie stała wotywna kapliczka, wybudowana ok. 1864 roku. W 1944 roku została zastąpiona przez murowaną kaplicę. W 1952 świątynię powiększono o nawę i przybudówki według projektu Marii Dziadasz. Obecny kształt kościoła to efekt kolejnej przebudowy wykonanej w latach 1971-1982 według projektu Zbigniewa Zjawina. Rozbudowana świątynia została konsekrowana 9 marca 1986 roku przez biskupa tarnowskiego Jerzego Ablewicza. Ścianę ołtarzową zaprojektowali i wykonali Bogdana Ligęza-Drwal i Stefan Niedorezo. Ściana jest integralnym połączeniem sztuki współczesnej z pozyskanym w 1955 roku neobarokowym wyposażeniem z kaplicy pałacowej Goetza z Okocimia. Witraże zostały zaprojektowane i wykonane przez Józefa Furdynę.